# Senanga (Sambia)
Senanga ist eine Kleinstadt mit 20.878 Einwohnern (2022) in der Westprovinz in Sambia. Nach Süden liegt Sesheke, nach Norden hin die Provinzhauptstadt Mongu. Sie liegt etwa 1020 Meter über dem Meeresspiegel und ist Sitz der Verwaltung des gleichnamigen Distrikts.

## Wirtschaft
Im Umland von Senanga werden Mais, Reis und Kassava angebaut. Es gibt die ausgedehnte Barotse-Ebene des Sambesi, in denen Viehzucht und Fischerei betrieben wird.

## Infrastruktur
Es gibt eine nicht asphaltierte, 1200 Meter lange Flugpiste, ein Krankenhaus mit Ambulanzeinrichtung, Grund- und Sekundarschulen, ein Hotel und die einzige Tankstelle an der Straße zwischen Mongu und Livingstone.
Senanga liegt am Sambesi. Südlich der Stadt führt eine Pontonbrücke, für schwere Fahrzeuge fährt zehn Kilometer weiter die Autofähre Mangweshi Ferry über den Strom, falls der Wasserstand ausreicht. Auf dem Weg nach Nordwesten in die Liuwa-Auen ist das die letzte Möglichkeit, den Strom zu überqueren. Seit 2016 wurde die M 10 neu trassiert, so dass Senanga jetzt über die Sioma Bridge ca. 80 km südlich mit dem Westufer des Stroms verbunden ist. Zum Sioma-Ngweizi-Nationalpark im Südwesten lässt sich auch die Katima-Mulilo-Brücke bei Sesheke benutzen.

## Demografie
| Jahr | Einwohnerzahl |
| ---- | ------------- |
| 1990 | 7727          |
| 2000 | 9219          |
| 2010 | 14.102        |
| 2022 | 20.878        |

## Söhne und Töchter der Stadt
Miss Zambia 2006, Katanekwa Matundwelo, TV-Sprecherin, wurde in Senanga geboren.